# Museo di palazzo Poggi
Il museo di Palazzo Poggi è un museo universitario di Bologna, sito nell'omonimo palazzo in via Zamboni. Lo stesso edificio ospita la sede dell'Alma Mater Studiorum e altri musei universitari, quali il Museo della Specola e il Museo Europeo degli Studenti (MEUS).
Il Museo è costituito dalla ricomposizione dei laboratori e delle collezioni dell'antica Accademia delle scienze dell'Istituto di Bologna, attiva nello stesso palazzo tra il 1711 e il 1799 per iniziativa di Luigi Ferdinando Marsili.
Negli anni l'istituto, oltre alla ricca strumentazione della quale disponeva, cominciò a raccogliere anche collezioni pittoriche, come la wunderkammer di Ferdinando Cospi e la collezione cinquecentesca di Ulisse Aldrovandi. Le sale del museo sono decorate da pitture murali di Niccolò dell'Abate, di Pellegrino Tibaldi, Prospero Fontana, del Nosadella e di Ercole Procaccini il Vecchio.
A partire dall'autunno del 2000, l'Università di Bologna ha riaperto al pubblico il palazzo, ricollocando nelle sue stanze i reperti e la strumentazione scientifica raccolti e utilizzati nel XVIII secolo.
Il documento originale della Magna Charta Universitatum è esposto nella "Sala della Magna Charta" del museo.

## Percorso museale
Il percorso espositivo presenta le seguenti sale e collezioni:
- Aula Carducci
- Museo del nono centenario
- Museo aldrovandiano
- Museo marsiliano
- Museo delle navi e delle antiche carte geografiche
- Museo ostetrico "G. A. Galli"
- Museo indiano